# Conjuration Casanova
 (novembre 2022).
Conjuration Casanova est un roman policier d'Éric Giacometti et Jacques Ravenne, publié en 2006. C'est le troisième tome de la série des enquêtes du commissaire Antoine Marcas, et le second dans l'ordre de parution.

## Information générale
Conjuration Casanova est le troisième tome d'une série de fiction policière qui en compte dix en 2014 et qui ont vu s'écouler plus d'un million d'exemplaires de ces enquêtes. La trame générale mêle histoire, ésotérisme, franc-maçonnerie et enquête policière dans une fiction dynamique où certains personnages sont parfois dépeints de manière caricaturale.

## Résumé
Mars 2006, Sicile. Cinq hommes et cinq femmes sont drogués puis brûlés vifs sur une plage en Sicile après avoir passé vingt jours consacrés à l'amour et au plaisir sous la coupe de leur hôte, surnommé Dionysos. Seule Anaïs en réchappe, elle parvient à se sauver dans la forêt et elle est recueillie par des paysans. En souvenir d'une fille déjà victime des gens de l'abbaye, ils s'organisent pour la faire rentrer à Paris mais elle est poursuivie par des tueurs à la solde de Dionysos.
Un manuscrit inédit de Casanova est vendu aux enchères pour un montant record et l'affaire agite le tout-Paris, notamment le grand couturier Henri Dupin, fin connaisseur de grand séducteur.
Le ministre français de la culture se réveille d'ébats avec sa maîtresse, qu'il retrouve morte. Lui-même est passablement désorienté et s'accuse du meurtre. Le commissaire Antoine Marcas est provisoirement détaché de l'Office central de lutte contre le trafic des biens culturels (OCBC) pour réintégrer son ancienne Brigade Criminelle afin d'enquêter sur cette affaire : le ministre étant lui-même franc-maçon, l'affaire risque fort de ternir encore l'image des diverses obédiences.
Dans un premier temps, Marcas a le soutien des nombreux francs-maçons de sa hiérarchie, notamment Isabelle Andrieu spécialiste des sectes. Mais quand les analyses médico-légales indiquent que la jeune femme est décédée d'un accident cérébral, sans doute dû à ses ébats sexuels, la hiérarchie laisse tomber Marcas. Le ministre a tout juste eu le temps de révéler quelques informations et de dessiner quelques symboles sur les murs de l'hôpital psychiatrique avant que l'entretien avec Marcas soit interrompu. Parmi les indices, l'allusion à une étoile renvoie Marcas à une carte issue d'un jeu de tarot.
Anaïs trouve refuge à Paris chez son oncle Anselme dont elle apprend qu'il est mort une semaine plus tôt. Anselme était un ami de Marcas et il lui avait fait part de ses recherches sur les liens entre les sectes et l'érotisme. C'est ainsi que Marcas rencontre Anaïs, en venant chercher des documents chez son ami. Anaïs comprend que ces recherches étaient nées de l'inquiétude de son oncle quand il a appris qu'Anaïs s'était faite embrigader par une secte.
Désavoué, Marcas décide d'enfreindre les règles de sécurité, appuyé par quelques frères et leur réseau d'influence.
Ensemble ils échappent au tueur qui se fait appeler Œdipe et avait déjà poursuivi Anaïs en Italie. Ils décident de se rendre à Grenade en Espagne où un décès vient de toucher la célèbre actrice Manuela Réal : son concubin a succombé à un accident fort semblable à celui de la maîtresse du ministre. Et une photo prise à leur logement montre un grand dessin d'étoile, le même que la lame de tarot et le dessin du ministre...
Réal révèle à Marcas les liens qui l'unissaient au ministre et toute une liste de personnalités, dont Henri Dupin est le chef : une secte adepte de la recherche du plaisir ultime, recherche inspirée par les écrits de Casanova, dont le groupe porte le nom. Casanova, lui-même franc-maçon, aurait parcouru l'Europe à la recherche de ces formes ultimes de plaisir, notamment à Grenade où subsiste des traditions résistant à l'hégémonie chrétienne et aux massacres de l'Inquisition.
Marcas et Anaïs échappent une nouvelle fois au tueur, en se mêlant aux nombreux défilés de la semaine sainte, mais Réal est éliminée.
Dupin a prévu d'organiser une fête privée sur une île de Venise, fête à laquelle le mystérieux Dionysos est censé participer. Anaïs étant la seule personne à même de l'identifier, il est décidé qu'elle et Marcas se rendraient à cette fête, en usurpant l'identité d'invités, pour signaler aux carabinieri quand intervenir.
Mais ils sont piégés et Marcas découvre que Dionysos n'est autre qu'Isabelle Andrieu, capable grâce à son apparence androgyne de se faire passer aussi bien pour une femme que pour un homme. Elle tire de juteux profits d'un vaste réseau de clubs échangistes dédiés à une riche clientèle en Europe et a pu fonder sa secte, dont elle veut qu'elle supplante toutes les autres religions, en révélant au monde le message de Casanova repris par le mage noir Aleister Crowley, adepte de la Voie de la main gauche et voie de la main droite. Heureusement, Anaïs parvient à tuer Isabelle/Dionysos. Quelque temps plus tard, Anaïs reçoit un message posthume de son ex-gourou lui expliquant toute la mise en scène et les manipulations concoctées pour amener Anaïs à exécuter sans le savoir le plan prévu...

## Galerie
Quelques-uns des personnages "rencontrés" dans le roman

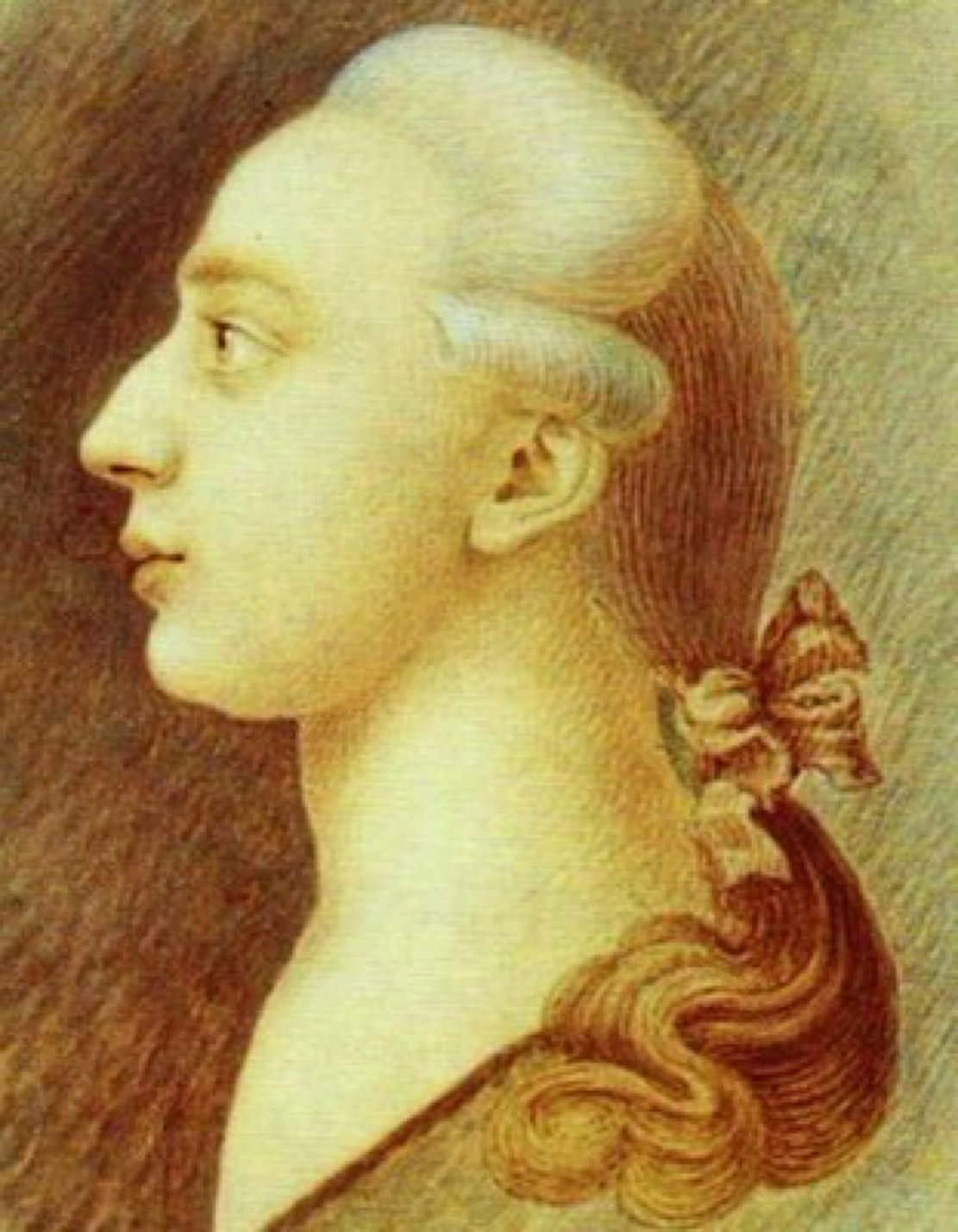
Casanova.
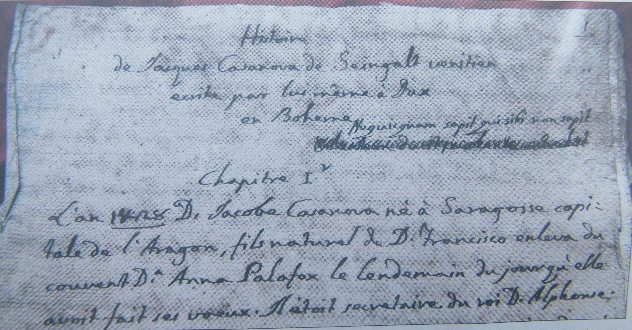
Un manuscrit de Casanova.
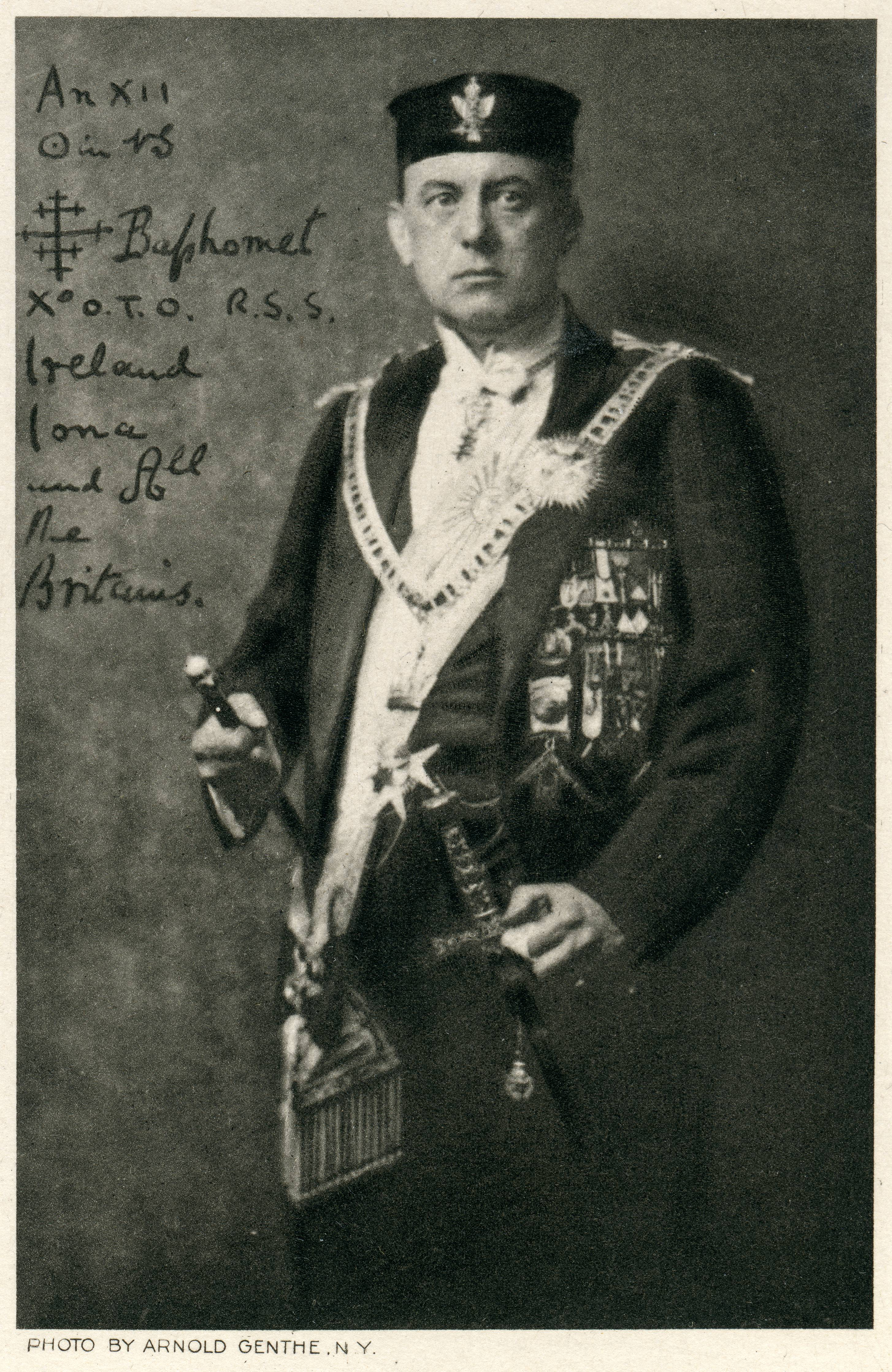
Aleister Crowley.

Quelques-uns des lieux "visités" dans le roman

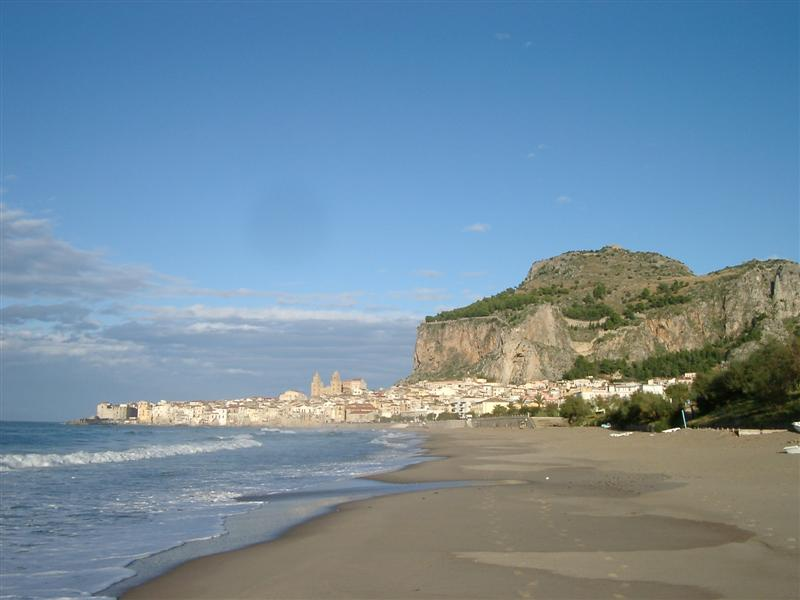
Vue de Cefalù en Sicile.
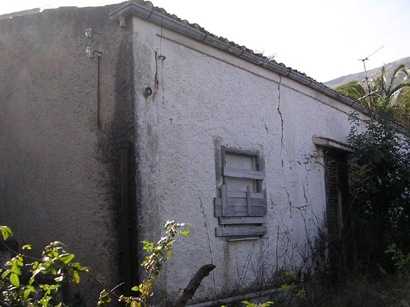
Ferme où Crowley fonda sa Thelema.
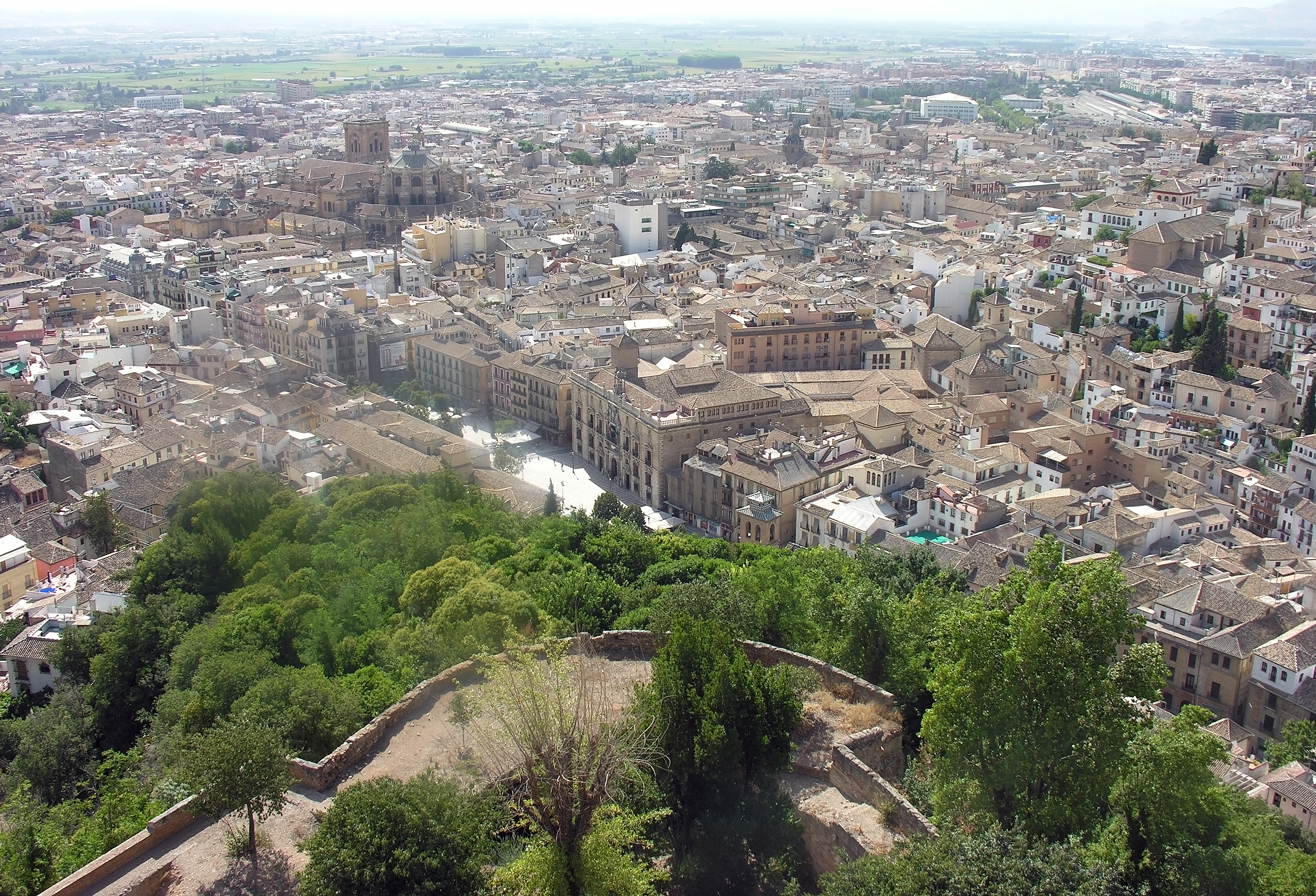
Vue Panoramique de Grenade en Espagne
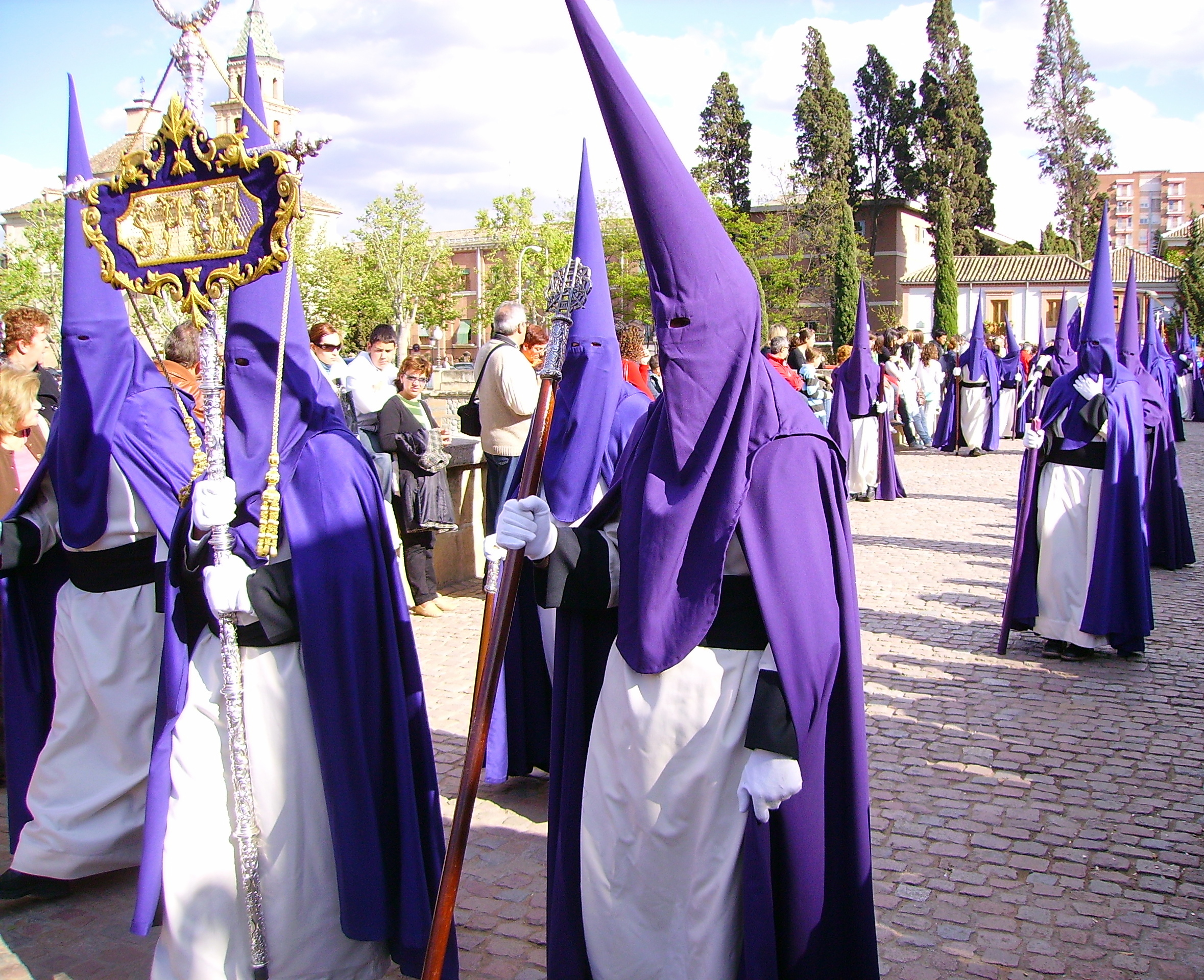
Procession religieuse à Grenade
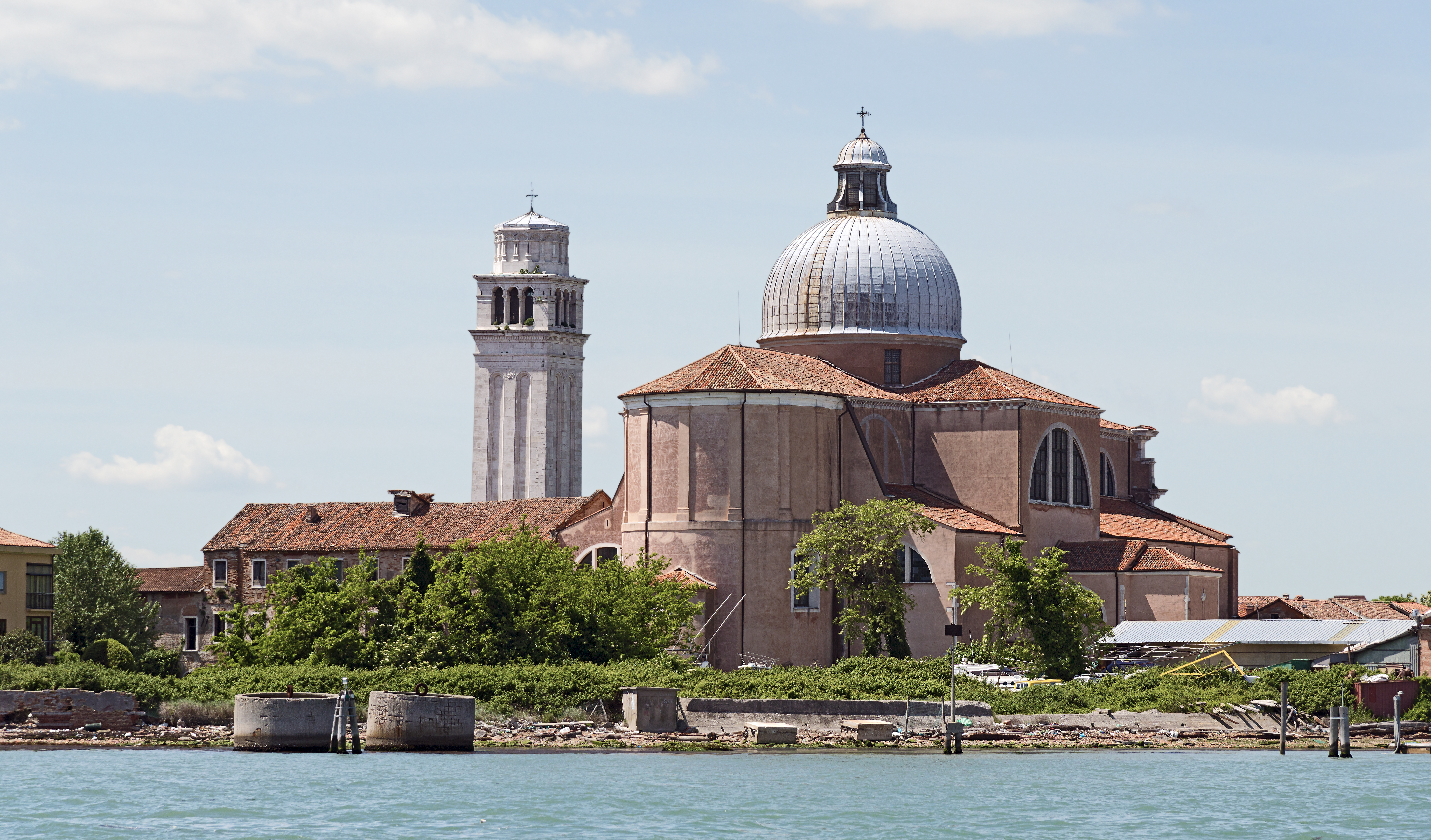
Basilique San Pietro di Castello à Venise
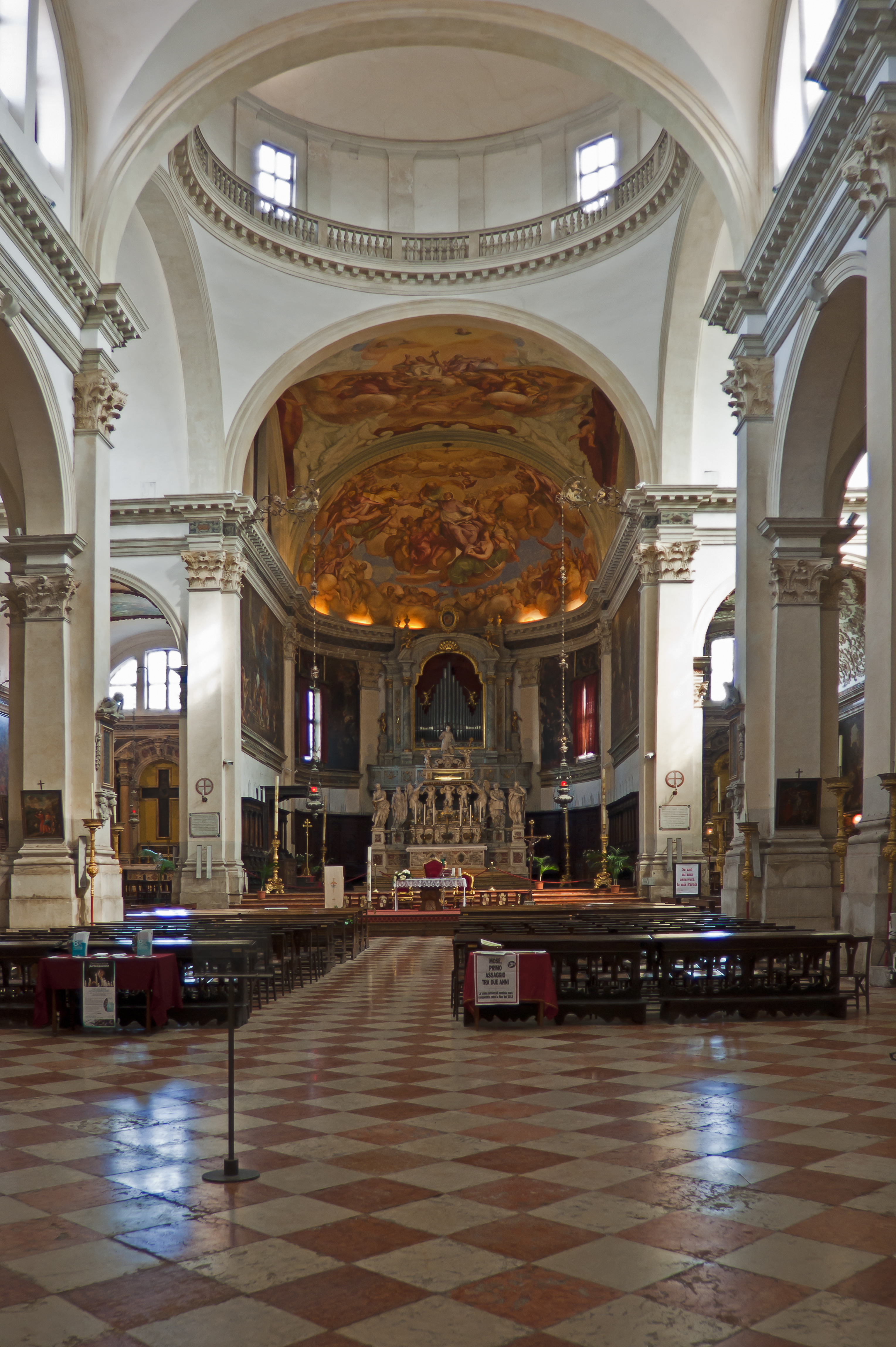
La chaire à l'intérieur de la Basilique.

## Éditions
- Fleuve noir, 2006  (ISBN 9782265093850)
- Pocket Thriller no 13152, 2007  (ISBN 2266212931)